# 柴田賢志
柴田 賢志（しばた けんじ、1975年10月4日 - ）は、日本の元俳優。現役当時は株式会社ソサエティーオブスタイル（SOSエンターテイメント）に所属していた。2007年に引退後、2019年3月29日にTwitterにて活動再開を表明。身長178cm。

## 経歴
小学生のころ、福岡県から横浜市旭区二俣川へ移住。小さい時から目立ちたがり屋で、人を笑わせることが大好きな少年だった。母親と観に行った沢田研二のライブを観たのがきっかけで、芸能界に興味を持ち、神奈川県立都岡高等学校卒業後、モデル活動をする傍ら、オーディションを受け続ける。
1999年、『救急戦隊ゴーゴーファイブ』に巽ダイモン / ゴーイエロー役で出演。同年、「裸族」というバンドにて活動。
2000年、病院の検査にて、脳腫瘍であることが判明する。2004年、治療のため、芸能活動を休止。2007年3月31日、芸能界を引退。
2018年6月29日、『爆報! THE フライデー』にて17年ぶりにメディアに出演。『ゴーゴーファイブ』の他のメインキャスト4人と18年ぶりに再会。
2019年3月29日、自身のTwitterアカウントを立ち上げ、活動再開を表明。柴田がTwitterで「20周年記念やりたい」と呟いたところ、巽ナガレ/ゴーブルー役の谷口賢志が「牛乳飲んで待ってろよ!」と返した。9月1日、『救急戦隊ゴーゴーファイブ』20周年イベント『20th 救急戦隊ゴーゴーファイブ 出場!巽ブラザーズ!!』が実現し、出演。

## 人物・エピソード
趣味は人間観察、詩作。特技はウクレレ演奏。好きな音楽はサザンオールスターズ。
『ゴーゴーファイブ』での役は5人兄妹の四男という設定だが、演じたメインキャストの5人の中では柴田が最年長者である。第16話の撮影では、ゲストを守って倒れ込むシーンで監督の諸田敏からどうするかと問われ、諸田と一致する意見を出せたものの自身が納得できていたものではなく追い詰められてとっさに応えたものであったという。同じ諸田の担当回でリベンジを誓い、その第36話でダイモンを掴むことができたと述べている。
2000年、『ゴーゴーファイブ』がクランクアップした際に突然、右手の震えや、右目の違和感、二重に見えるなどの症状に襲われ、7回目の検査入院で脳腫瘍と診断される。
治療のため2004年ごろに芸能活動を休止、そのまま2007年3月31日に芸能界を引退。
病巣が中枢神経が集中する場所にあり、すぐに手術できず、判明から1年後にようやく手術を行ったが、一度に取り除けず5年で5回に分けて手術。手術は成功したが後遺症が残り右半身が麻痺の状態で言葉もうまく話せなくなった。
手術から5年後には麻痺のない左腰に激痛が走り、脳腫瘍の治療で服用したステロイドの影響で「特発性大腿骨頭壊死症」という難病で両足が駄目になったためにボルトが入り、外出時には杖なしには歩けないため障害者4級の資格認定を受けた。
上記の経緯もあり、『ゴーゴーファイブ』が2011年に東映チャンネルで放送された際の出演者インタビューでも柴田だけ不在だった。当時は姿を見られたくないと芸能関係者からの連絡を意図的に断っていたという。共演者も柴田の思いを察して、積極的に連絡は取らなかったという。
2016年1月末まで就労継続支援A型（雇用型）事業所・株式会社まちふくに勤務後、横浜市内の幼稚園のスタッフ（補助員）に就職したことをブログで明かしている。
2018年6月29日放送の『爆報! THE フライデー』による企画のサプライズで、『ゴーゴーファイブ』の巽兄妹5人が18年ぶりに集結。柴田は集まったメンバーたちの姿を見て、思わず「ゴーゴーファイブだ!」と叫び、「お前もだよ!」とメンバーからの声に表情を崩していた。疎遠になっていたゴーゴーファイブのメンバー4人と18年ぶりに再会を果たした。また、番組ではリハビリにより車の運転ができるようになったことや、保育士資格取得のために勉強中であることなどが報じられた。
詩人、ウクレレ奏者としての活動を経て、「自分の経験を話すことで誰かを勇気づけられれば」と、2013年からは講演会を全国で行っている。
2019年3月29日、自身のTwitterアカウントを立ち上げ、役者活動再開を表明。
2021年3月31日、自身のTwitterにて、国家戦略特別区域限定保育士の資格を取得したことを報告。

## 出演

### テレビドラマ
- 救急戦隊ゴーゴーファイブ（1999年2月21日 - 2000年2月6日、テレビ朝日） - 巽ダイモン/ゴーイエロー 役
- 深く潜れ〜八犬伝2001〜 第8話（2000年10月11日、NHK BS2/11月21日、NHK総合）

### オリジナルビデオ
- スーパー戦隊シリーズ
  - 救急戦隊ゴーゴーファイブ スーパービデオ レスキューだましい五つのおしえ（1999年、講談社） - 巽ダイモン 役
  - 救急戦隊ゴーゴーファイブ 激突!新たなる超戦士（1999年7月9日、東映ビデオ） - 巽ダイモン/ゴーイエロー 役
  - 救急戦隊ゴーゴーファイブVSギンガマン（2000年3月10日、東映ビデオ） - 巽ダイモン/ゴーイエロー 役
  - 未来戦隊タイムレンジャーVSゴーゴーファイブ（2001年3月9日、東映ビデオ） - 巽ダイモン/ゴーイエロー 役
  - 百獣戦隊ガオレンジャーVSスーパー戦隊（2001年8月10日、東映ビデオ） - 巽ダイモン/ゴーイエロー 役

### 映画
- 故郷（1999年4月10日、東映）

### イベント
- 20th 救急戦隊ゴーゴーファイブ 出場!巽ブラザーズ!!（2019年9月1日）[2]